# FSR Tarpan
Tarpan — польський легковий автомобіль, що виготовлявся на FSR (Fabryka Samochodow Rolniczych) з 1972 по 1995 рр.
Цей сільськогосподарський пікап виготовлявся на елементній базі автомобілів Warszawa, Zuk, а після 1976 р. — Fiat 125p.
Задньопривідні Tarpan, попри своє призначення, не відрізнялись прохідністю, однак мали відносно значну вантажопідйомність — 1 т (моделі 235/237)
Назва «Тарпан» походить від назви дикого коня, що вимер через оранку степів під поля.

### Моделі
Tarpan 233 (S233) — базовий автомобіль на агрегатах Warszawa та Zuk;
Tarpan 234 (1978) — повнопривідний зразок, виготовлений в 2 екземплярах. В серію не пішов;
Tarpan 235 (1978) — перший зразок з вантажопідйомністю в 1 т, представлений на Міжнародному ярмарку в Познані. В серію не пішов;
Tarpan 237 (1982—1995) — серійний автомобіль з вантажопідйомністю 1 т і механізмом блокування диференціала;
Tarpan F233 — базовий автомобіль на агрегатах і елементах Fiat 125p;
Tarpan 239D (1983—1988) – перша модифікація з тракторним дизелем (Perkins 3P, 2502 см³, 49 к. с.);
Tarpan 237D (1988—1994) – варіант з дизельним двигуном Andoria 4C90 (2417 см³, 70 к. с);
Tarpan Honker — серійний повнопривідний варіант. Здебільшого позиціонувався як військовий.

## Розробка

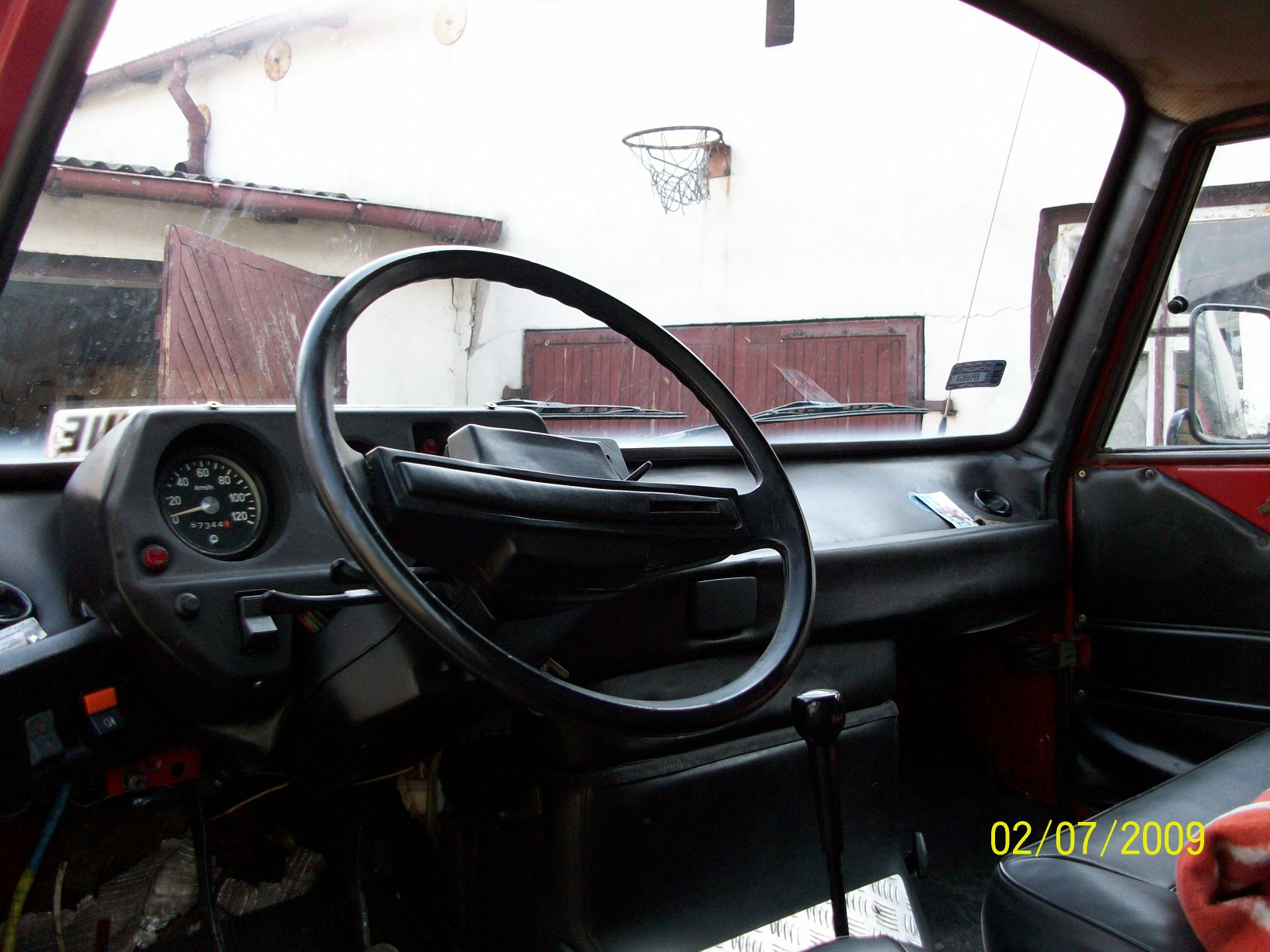

У вересні 1971 р. в Автотракторному випробовувальному центрі у Познані командою на чолі з Романом Сквареком був побудований вантажопасажирський автомобіль Warta. Він являв собою шасі у вигляді лонжеронної рами з агрегати малолітражки Syrena та простий суцільнометалевий кузов, що мав двоє пасажирських та одні двостулкові двері. Вантажопідйомність «Варти» була 600 кг чи 6 чол. Проте випробовування проведені в 1972 р. Національним інститутом автомобільної промисловості та Інститутом автомобільного транспорту у Варшаві виявили численні недоліки прототипу (надслабкий двигун S-21, низька стійкість автомобіля, неефективна гальмівна система, слабкий кузов).

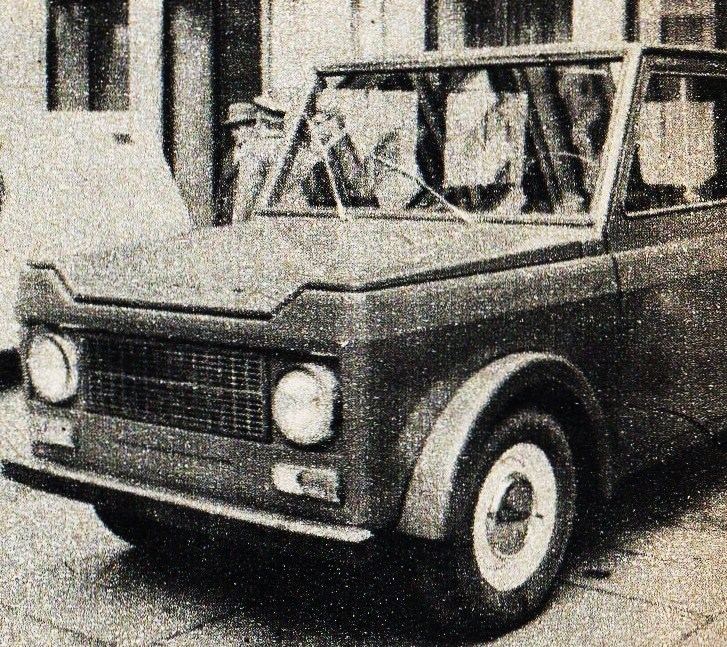
прототип Warta

Тож було вирішено спроектувати інший автомобіль — Warta-2. Для нього вже використали агрегати автомобілів Warszawa та Zuk (а не Syrena). В результаті виконали два протопи Warta-2 з різними кузовами. На першому застосували цікаве рішення: всередині кузова кабіну водія відокремлювала пересувна стінка, що дозволяла трансформувати салон як для перевезення 3 чол. і 600 кг вантажу, так і 6 чол. і 300 кг вантажу. Другий екземпляр був спрощеною, полегшеною версією з відкритим вантажопасажирським кузовом та брезентовим верхом. Навіть двері у нього були з брезенту, однак він міг перевозити до 1 т вантажу. Серед елементів від легкового автомобіля Warszawa на Warta-2: двигун М-20 (R4, SV, 2120 см3, 52 к.с), зчеплення, коробка передач та передня підвіска. Від вантажівки Zuk — ведучий міст та гальмівна система.
Не дивлячись на значну власну масу (1250 кг), навіть з 52-сильним двигуном Warta-2 досягала максимальної швидкості в 100 км/год. та споживала близько 13,5 л/100 км.
Прототипи Warta-2 під назвою Tarpan 233 офіційно були представлені в 1972 р. під час виставки досягнень сільського господарства в містечку Myslecinek поблизу Bydgoszcz, організованої з нагоди національного свята урожаю.
Інтерес політиків посприяв запуску автомобіля у масове виробництво на Великопольському авторемонтному заводі сільськогосподарських машин (Wielkopolskich Zakladow Napraw Samochodowych, WZNS), що у Антонінеку, передмісті Познані.

## Історія виготовлення

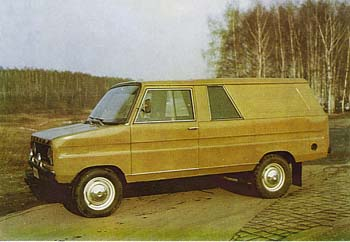
Tarpan 233 Kombi

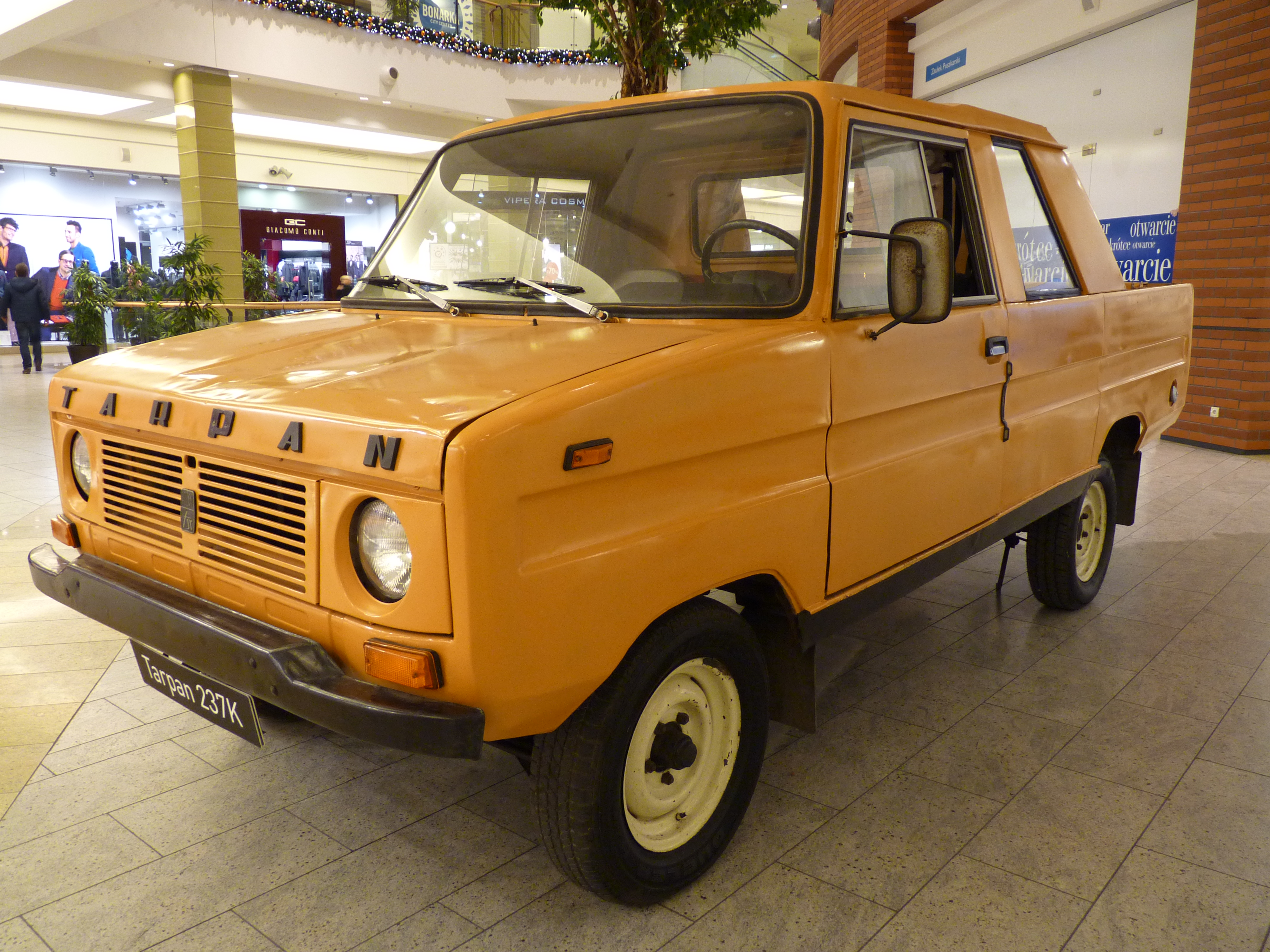
FSR Tarpan 237S

Випуск автомобілів запланували на 1973 р., але вже в грудні 1972 авторемонтний завод в Антоникеку виготовив 25 машин, після чого ремонт вантажівок на цьому підприємстві завершився.
Експлуатаційні випробовування перших прототипів та технологічні особливості підприємства вимагали внесення ряду змін в конструкцію. В результаті першої модернізації дещо змінився зовнішній вигляд автомобіля: з поверхні кузова прибрали зовнішні шви (вони стали внутрішніми), з'явився передній бампер та нові передні підфарники з покажчиками поворотів від Fiat 126p, нові фари з двоступеневим регулюванням пучка світла (в залежності від завантаження), в задній підвісці встановили телескопічні амортизатори.
В організації виробництва Tarpan 233 на заводі WZNS брали участь технологи та спеціалісти з Заводу вантажних автомобілів у Любліні (Fabryka Samochodow Ciezarowych, FSC). Існувала необхідність у розширенні фарбувального цеху і підготовки зварювальної лінії. З квітня 1973 Великопольський авторемонтний завод формально став дочірнім підприємством люблінського Заводу вантажних автомобілів.
В 1973 р. на WZNS виготовили 250 авт. Tarpan, а у 1974 р. — вже 1582 авт. На деякі машини в цей період встановлювали більш сучасні верхньоклапанні двигуни S-21 потужністю 70 к. с. від Warszawa 223.
З 1 липня 1975 р WZNS отримав незалежність під новою назвою — Завод сільськогосподарських автомобілів (Fabryka Samochodow Rolniczych, FSR). Однак з FSC з Любліна тривалий час продовжувалась поставка комплектуючих: зварних рам, елементів передньої підвіски, задніх мостів, паливних баків тощо. Одночасно було прийнято рішення про розширення заводу і включення в нього дочірніх підприємств, зокрема заводів у Gnieznie, Swarzedzy та Zlotowie.
Спочатку Tarpan 233 виготовлявся у варіанті Standard — вантажопасажирський автомобіль з відкритою вантажною платформою, накритою брезентовим верхом, салоном, що трансформувався, на зразок прототипів Warta-2. Хоча на відміну від прототипів при перевезенні 6 чол. вантажопідйомність зросла до 400 кг (на 100 кг більше), а при 3 чол. до 575 кг. На додачу до Tarpan 233 можна було придбати одновісний причіп Tarpan D233, розрахований на 400 кг вантажу та уніфікований кузовними деталями з тягачем.
Другий варіант — Tarpan 233 Pickup, серійно виготовлялись з серпня 1976 р (перші екземпляри з'явились в 1975 р.)
Третій — Tarpan 233 Kombi мав повністю закритий вантажний простір з «плаваючою» стінкою та меншу на 100 кг вантажопідйомність (через важчу конструкцію кузова).
З цього часу усі кузовні панелі почали виготовляти штампами глибокого витягування, що відобразилось на зовнішньому вигляді. Автомобілі стали сприйматись як справжня серійна продукція, а не як «доморощений ексклюзив» з авторемонтного заводу.
Перший експортний контракт — на поставку Tarpan 233 у Грецію був підписаний в 1975 р. Невдовзі розпочалась поставка в Іран. В 1975—1976 рр за кордон продали не менше 450 авт.
Після випробувань 1976 р у конструкції агрегати Warszawa замінили аналогічними від Fiat-125p: двигун типу 115С (1481 см3, 75 к. с.) з повністю синхронізованою 4-ступінчастою коробкою передач, ведучий міст з передатним числом головної передачі 5,857. Завдяки новій трансмісії максимальна швидкість зросла до 110 км/год., а витрата палива знизилась в середньому до 12,5 л/100 км. Окрім цього силовий агрегат Fiat менше виступав в кабіні.
Однак, невдовзі з'ясувалось що цей двигун працював у дуже навантаженому режимі, що призводило до швидкого зношування поршневої групи та необхідності капітального ремонту.
Також від Fiat запозичили панель приладів, кермову колонку, передні сидіння, ручки дверей та електрообладнання. Зміни зачепили і назву — до індексу стали додавати букву F (Fiat) — Tarpan F233, а автомобілі, котрі продовжували комплектувати двигуном S-21 отримали букву S — Tarpan S233.
Подальша модернізація була направлена на збільшення вантажопідйомності до 1 т. Для цього розробили раму нової конструкції та передній міст з жорсткою балкою на двох поздовжніх ресорах. Колія збільшилась на 95 мм. Вперше однотонний Tarpan 235 представили на Міжнародному ярмарку в Познані у 1978 р.
Цікава річ, але переваг у прохідності перед звичайними міськими автомобілями Tarpan не мали (!).
В серпні 1978 р. був створений дослідний Tarpan 234 з повним приводом, проте в серійне виробництво не потрапив. У цьому ж році Tarpan в дослідному порядку оснастили блокуванням диференціалу. Механізм блокування розробили спільно FSR та Філіал технічного університету у м. Бельсько-Бяла під керівництвом доктора технічних наук Jana Dzide. Невдовзі цей вузол став обов'язковим для усіх Tarpan.
| роки                      | 1972 | 1973 | 1974 | 1975 | 1976 | 1977 | 1980 | 1981 |
| ------------------------- | ---- | ---- | ---- | ---- | ---- | ---- | ---- | ---- |
| кількість автомобілів, шт | 25   | 250  | 1582 | 2760 | 3941 | 5033 | 6011 | 6500 |

1982 р. — в серію пішов модернізований однотонний Tarpan 237, що на тривалий час став базовим у сімействі сільськогосподарських автомобілів. Зміни стосувались зовнішнього вигляду — решітки радіатора, передніх крил, підфарників та переднього бампера.
У пресі 70-х звучали обіцянки нарощувати виробництво автомобілів до 10-15 тис./рік, навіть називалась цифра у 25 тис. Проте політичні події в Польщі початку 80-х ускладнили економічну ситуацію — у держави не було можливості підтримувати FSR. Тому в жовтні 1983 заговорили про закриття заводу, але за проханнями дрібних та індивідуальних господарств життя заводу продовжили ще на 3 роки.
За цей час з'явилась велика кількість модифікацій Tarpan (шасі з кабіною, пікапи з металевою та дерев'яною платформами, комбі тощо), в тому числі з дизельними двигунами.
В 1983 на однотонний Tarpan встановили дизель від польського трактора Ursus (ліцензійний двигун Perkins 3P, 2502 см3, 49 к. с. (!)). Максимальна швидкість серійних Tarpan 239D була всього 83 км/год. А недоліками тракторного двигуна — велика маса, шум та вібрація. Однак в 1988 р., в зв'язку з організацією виробництва дизелів Andoria 4C90 на моторному заводі в Andrychow'і, з'явилась можливість оснащувати серійні Tarpan сучасними чотирициліндровими дизельними двигунами об'ємом 2417 см3 і потужністю 70 к. с. Така модель Tarpan 237D виготовлялась до 1994 р.
Від закриття завод врятували нові повнопривідні моделі — Honker повною масою 2,8 т, у виробництві котрих були зацікавлені силові відомства. Вперше Honker були представлені в 1988 р. на Міжнародному ярмарку в Познані.
Розробка легких багатоцільових автомобілів розпочалась в 1979 р. зі створення PW-1 (4x4), побудованого на дослідній моделі Tarpan 234. Другий прототип PW-2 з 76-сильним двигуном з'явився в 1981 р. В загальній складності в 1981—1983 рр. було побудовано 20-25 авт. PW-1 та PW-2 для всесторонніх випробувань, за результатами котрих вони отримали «путівку в життя», хоча, з певними змінами: були підсилені бампера, на передній встановлені буксиру вальні гаки, внесені зміни в характеристики кермового керування, змінений піддон картера двигуна захистили спеціальним кожухом, застосували «мокрий» повітряний фільтр і т. д.

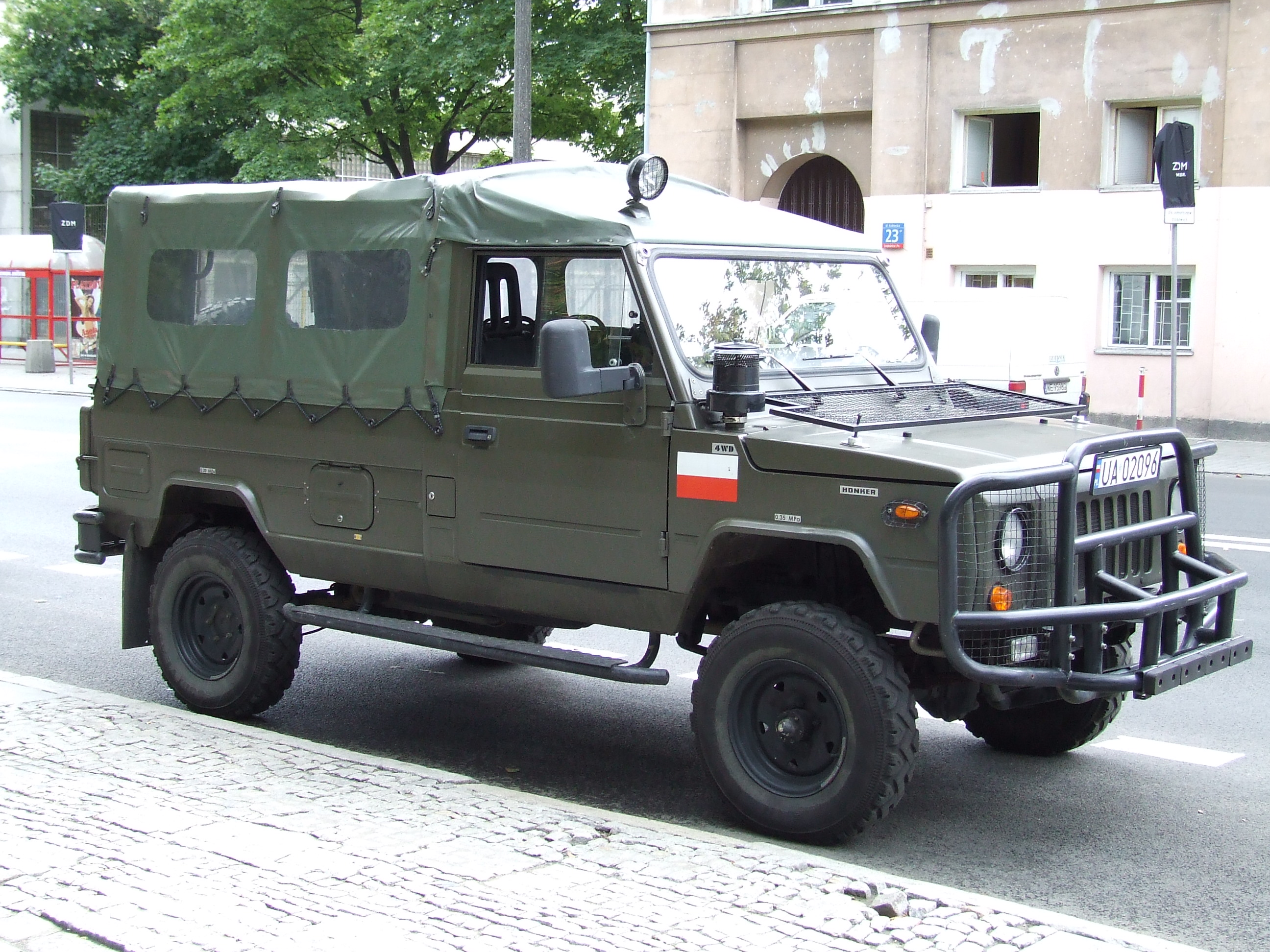
Tarpan Honker

Пробне збирання PW-2 під маркою Tarpan 4011 розпочалось в 1988-му, а через рік серійні машини перейменували в Tarpan Honker, а потім і просто в Honker. Ці автомобілі виготовлялись з двома типорозмірами колісної бази 2827 та 3027 мм (4012 та 4022 відповідно), у вигляді бортової вантажівки чи універсалів з м'яким чи жорстким дахом вантажопідйомністю 800—1175 кг. Вони отримали 4-циліндровий 1,5-літровий двигун потужністю 87 к.с. та розвивали швидкість до 104 км/год. З 1994 р. на автомобілях Honker застосовувався 2,5-літровий дизель IVECO потужністю 75 к. с. (з турбонагнітачем 100 к. с.), що розганяв машину до 120 км/год. В кризові 90-ті роки Honker став основною продукцією FSR, однак підприємству не вдалось впоратись з технічними та фінансовими проблемами та у січні 1996 воно збанкрутувало. Весною того ж року його придбала південнокорейська компанія Daewoo, що перевела виробництво Honker на Люблінський автозавод. На даний момент завод в Антонинеку належить групі Volkswagen.